# Pierrette Bruno
Pierrette Bruno (n. 22 august 1928, Marsilia, Franța – d. 20 ianuarie 2015, La Ciotat, Provence-Alpes-Côte d'Azur, Franța) a fost o actriță și cântăreață franceză. Printre cele mai cunoscute filme ale sale se numără Brutarul din Valorgue (1953), Căpitanul (1960) și Plăcerile orașului (1961).

## Biografie
A studiat la Conservatorul regional din Marsilia, apoi la Conservatorul Național de Artă Dramatică din Paris, la clasa lui Denis d'Inès. Fără să aștepte să-și treacă premiul, a jucat La Pure Agathe la Théâtre Saint-Georges apoi Marius et Fanny de Marcel Pagnol la Théâtre de la Ville - Sarah-Bernhardt și Virginie de Michel André cu Christian Alers la Théâtre Daunou.
Bourvil a ales-o ca parteneră în opereta Pacifico în 1958 la Théâtre de la Porte-Saint-Martin, apoi în La Bonne Planque în 1962 la Théâtre des Nouveautés. A cântat alături de el și în filmul Căpitanul de André Hunebelle, unde interpretează piesa Pour se parole d'amour, precum și în Plăcerile orașului de Alex Joffé.
O prietenie foarte strânsă a legat-o pe Pierrette Bruno de Bourvil, acesta din urmă a venit să o vadă în casa ei din La Ciotat în fiecare 22 august, data zilei ei de naștere.
Pierrette Bruno a fost soția actorului și regizorului Roland Bailly. Văduvă a acestuia din urmă, s-a căsătorit cu Hubert Druez.

## Filmografie selectivă

### Cinema
- 1952 Le Fruit défendu, regia Henri Verneuil : Toinette
- 1953 Brutarul din Valorgue (Le Boulanger de Valorgue), regia Henri Verneuil : Françoise Zanetti
- 1954 Les Lettres de mon moulin, regia Marcel Pagnol : Vivette
- 1956 Mon curé chez les pauvres, regia Henri Diamant-Berger : La sœur de Georgette
- 1958 Le Tombeur, regia René Delacroix : Poupette Lautier
- 1960 Căpitanul (Le Capitan), regia André Hunebelle : Giuseppina
- 1961 Plăcerile orașului (Le Tracassin), regia Alex Joffé : Juliette

### Televiziune
- 1956 Énigmes de l'histoire (serial TV) : Maria Vetsera
- 1962 Vincent Scotto (film TV) : Margot
- 1965 Au théâtre ce soir (serial TV) : Lulu
- 1982 Bourvil, un éclat de rire (documentar) : Elle-même